# Karomama A
Đối với những người có cùng tên gọi, xem Karomama.
Karomama A (còn được viết là Karamat), là một vương hậu sống vào thời kỳ Vương triều thứ 22 trong lịch sử Ai Cập cổ đại. Tên của vị vương hậu này được biết thông qua Tấm bia của Pasenhor, một hậu duệ xa của bà.
Dựa theo những dòng chữ khắc trên Tấm bia của Pasenhor, Karomama A, người được gọi với danh hiệu là "Mẹ của các vị thần", là một người vợ của pharaon Shoshenq I và là mẹ của pharaon kế vị, Osorkon I.
Tên của vương hậu Karomama A còn được khắc trên một viên gạch (tàn tích của một công trình do Osorkon I cho xây dựng) ở Saft el-Hinna.